# Rik Van Looy
Rik Van Looy, właśc. Henri Van Looy (ur. 20 grudnia 1933 w Grobbendonk, zm. 17 grudnia 2024 w Herentals) – belgijski kolarz szosowy i torowy, pięciokrotny medalista szosowych mistrzostw świata, jeden z największych „łowców klasyków” wszech czasów.

## Kariera
Van Looy – zwany również „Rikiem II” ze względu na starszego kolarza belgijskiego Rika Van Steenbergena – wygrał w trakcie swojej kariery, trwającej od 1953 do 1970, każdy z pięciu „monumentów kolarstwa” – najważniejszych wyścigów jednodniowych sezonu – czego poza nim dokonało jedynie dwóch innych Belgów: Eddy Merckx oraz Roger De Vlaeminck. Van Looy wygrał trzykrotnie Paryż-Roubaix, dwukrotnie Ronde van Vlaanderen oraz Paryż-Tours, i po jednym razie Mediolan-San Remo, Liège-Bastogne-Liège jak również Giro di Lombardia. Van Looy próbował swoich sił w wygrywaniu wyścigów etapowych, jednak bezskutecznie. Udało mu się jednak wygrać siedem etapów w Tour de France i klasyfikację punktową w 1963 roku, dwanaście na Giro d’Italia i klasyfikację górską w 1960 roku oraz osiemnaście na Vuelta a España i klasyfikację punktową w latach 1959 i 1965.
Pierwszy medal na międzynarodowej imprezie Belg wywalczył w 1953 roku, kiedy zdobył brązowy medal w wyścigu ze startu wspólnego amatorów podczas mistrzostw świata w Lugano. W zawodach tych wyprzedzili go jedynie dwaj Włosi: Riccardo Filippi oraz Gastone Nencini. Jeszcze w tym samym roku przeszedł na zawodowstwo, a w 1956 roku był drugi ze startu wspólnego na mistrzostwach świata w Kopenhadze. W tej samej konkurencji zdobył ponadto złote medale na MŚ w Karl-Marx-Stadt w 1960 roku i rozgrywanych rok później MŚ w Bernie oraz srebrny na MŚ w Ronse. W 1952 roku wystartował na igrzyskach olimpijskich w Helsinkach, jednak nie ukończył wyścigu ze startu wspólnego. Jako najsłabszy z reprezentantów Belgii nie otrzymał złotego medalu, który wywalczyli jego rodacy w klasyfikacji drużynowej.
Startował także w kolarstwie torowym, zdobywając między innymi trzy medale mistrzostw Belgii, w tym złoty w madisonie w 1969 roku.

## Ważniejsze sukcesy
- Paryż-Roubaix – 1961, 1962, 1965
- Ronde van Vlaanderen – 1959, 1962
- Paryż-Tours – 1959, 1967
- Giro di Lombardia – 1959
- Mediolan-San Remo – 1958
- La Flèche Wallonne – 1968
- Gandawa-Wevelgem – 1956, 1957, 1962
- Liège-Bastogne-Liège – 1961
- E3 Prijs Vlaanderen – 1964, 1965, 1966, 1969
- Mistrzostwa świata w kolarstwie szosowym – 1960, 1961
- Mistrzostwo Belgii – 1952, 1953 (amator), 1958, 1963
- lider klasyfikacji punktowej Tour de France – 1963
- Lider klasyfikacji górskiej Giro d’Italia – 1960
- Lider klasyfikacji punktowej Giro d’Italia – 1959
- Lider klasyfikacji punktowej Vuelta a España – 1959

## Przynależność drużynowa
- 1953–1954 – L’Avenir & Gitane
- 1955 – Van Hauwaert-Maes
- 1956–1958 – Faema-Guerra
- 1959–1961 – Faema
- 1962 – Faema-Flandria
- 1963 – GBC-Libertas
- 1964–1966 – Solo-Superia
- 1967–1970 – Willem II